# Megaselia irene
Megaselia irene är en tvåvingeart som beskrevs av Borgmeier 1962. Megaselia irene ingår i släktet Megaselia och familjen puckelflugor. Inga underarter finns listade i Catalogue of Life.